# فرانکلینویل (کارولینای شمالی)
فرانکلینویل (به انگلیسی: Franklinville) شهری در ایالت کارولینای شمالی کشور ایالات متحده آمریکا است که جمعیت آن در سرشماری سال ۲۰۱۰ میلادی، ۱٬۱۶۴ نفر بوده‌است.